# 阿馬克火山

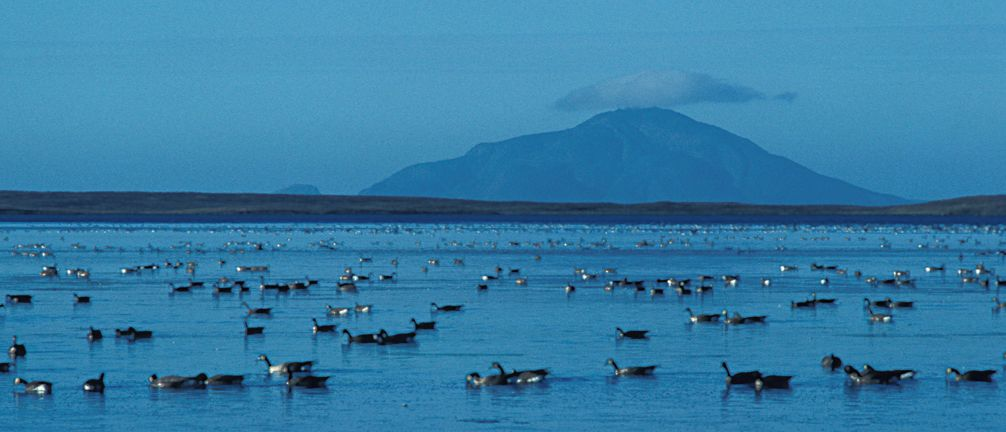

阿馬克火山是美國的火山，位於阿馬克島，由阿拉斯加州負責管轄，海拔高度488米，山體在更新世形成，最近一次火山噴發在1796年發生。

## 外部連結
- 维基共享资源上的相關多媒體資源：Amak Volcano